# Nicky Byrne
Nicholas Bernard James Adam Byrne, Jr. (født 9. oktober 1978 i Dublin) er en irsk sanger-sangskriver, radio- og tv-vært, danser og tidligere semi-professionel fodboldspiller, bedst kendt for at være medlem af det irske musikband Westlife; han var bandets ældste medlem.
Han repræsenterede Irland i Eurovision Song Contest 2016 i Stockholm med sangen "Sunlight", efter at RTÉ internt havde valgt ham. Han fik dog kun en 15. plads i semifinalen og kvalificerede sig dermed ikke for finalen.

## Diskografi

### Med Westlife
- 1999 Westlife
- 2000 Coast To Coast
- 2001 World Of Our Own
- 2003 Turnaround
- 2004 Allow Us To Be Frank
- 2005 Face To Face
- 2006 The Love Album
- 2007 Back Home
- 2009 Where we are
- 2010 Gravity